# 36187 Travisbarman
36187 Travisbarman è un asteroide della fascia principale. Scoperto nel 1999, presenta un'orbita caratterizzata da un semiasse maggiore pari a 3,2135147 UA e da un'eccentricità di 0,1677028, inclinata di 7,06333° rispetto all'eclittica.